# Victor Reinier
Victor Reinier Nieuwenhuijzen (Amsterdam, 2 mei 1963) is een Nederlands acteur, scenarioschrijver, regisseur en presentator.

## Biografie
Nieuwenhuijzens vader was de grafisch ontwerper Kees Nieuwenhuijzen en hij is een neef van de actrice Annet Nieuwenhuijzen. Hij studeerde af in 1989 aan de Amsterdamse toneelschool. Vervolgens studeerde hij een jaar aan de Gatelay/Poole Acting Studio in New York met de meisnertechniek.

## Loopbaan
Sinds 1988 speelde Reinier in verschillende televisieseries, films en theaterproducties. Hij werd bekend vanaf oktober 1995 door zijn rol als Dick Vledder in de populaire RTL 4 politieserie Baantjer. In 1997 won de serie de Gouden Televizier-Ring voor het beste programma op de Nederlandse televisie van dat jaar. In 1999 kwam er een televisiefilm met de cast van de serie: Baantjer: De Cock en de wraak zonder einde. De serie is gedurende 12 seizoenen uitgezonden. Reinier presenteerde van 1997 tot 2001 de quizshow Lucky Letters.
Zijn bekendste rol naast Baantjer is als Floris Wolfs in de politieserie Flikken Maastricht. De serie wordt door zo'n 2 miljoen mensen bekeken. Ook schrijft hij mee aan het script van deze AVROTROS-serie en maakte hij zijn debuut als regisseur in het zevende seizoen met de aflevering "Mooi". Hij heeft daarna nog elf afleveringen geregisseerd. Hiervoor had hij al een dubbele aflevering van Baantjer geregisseerd. De Cock en de moord op de middenstip. In 2014 won hij met de Flikken Maastricht zijn tweede Gouden Televizier-Ring. In 2013 was Flikken Maastricht ook genomineerd, maar eindigde toen op de 2e plaats.
Vanaf 2011 was hij 40 afleveringen stemacteur in het NTR-hoorspel getiteld 'Mannen die vrouwen haten', gebaseerd op het gelijknamige boek van Stieg Larsson in de rol van Mikael Blomkvist. In 2013 was hij actief in het AVRO-hoorspel De Passievrucht van Karel Glastra van Loon naast Oda Spelbos. In 2015 nam hij deel aan eerste aflevering van het hoorspel Fluiten in het donker getiteld 'Jachtspel' van Wanda Reisel.
In 2014 was Reinier te zien in het AVROTROS-programma De Duitsers. Daarnaast is hij nauw betrokken bij de serie Flikken Rotterdam als (mede)bedenker, scenarioschrijver en regisseur. In 2017 kwam hij in een aflevering voor van De gevaarlijkste wegen van de wereld. Vanaf december 2017 speelde hij samen met Renée Soutendijk in het theaterstuk Roem. In maart 2020 deed hij mee met het programma “alle hens aan dek”. In 2022 was Reinier te zien als drag in het televisieprogramma Make Up Your Mind.
In het voorjaar van 2025 werd bekend dat het toen uitgezonden seizoen 19 het laatste seizoen van Flikken Maastricht is waar hij in te zien zou zijn, naar aanleiding van klachten over de werksfeer op de set.

## Persoonlijk
Reinier was van 1991 tot 2007 getrouwd met Anja Geels. Hij heeft uit dit huwelijk een zoon en een dochter. Met zijn latere vriendin Aimee Kiene, zus van Martin Kiene, kreeg hij in december 2013 nog een dochter.